# Grand Prix de Plouay 2011
La 75e édition du Grand Prix de Plouay a lieu le 28 août 2011. Il s'agit de la 23e épreuve de l'UCI World Tour 2011.

## Parcours
Le Grand Prix de Plouay se compose d'un circuit de 19,1 km à parcourir 13 fois soit au total 248,3 km.

## Équipes participantes
Les 18 équipes de l'UCI World Tour 2011 sont présentes sur cette course, ainsi que six équipes continentales professionnelles : FDJ, Bretagne-Schuller, Cofidis, Europcar, Saur-Sojasun et Skil-Shimano.
| N.      | Code | Équipe             |
| ------- | ---- | ------------------ |
| 1-9     | THR  | Team HTC-Highroad  |
| 11-19   | GRM  | Garmin-Slipstream  |
| 21-29   | FDJ  | FDJ                |
| 31-39   | LAM  | Lampre-ISD         |
| 41-49   | AST  | Astana             |
| 51-59   | ALM  | AG2R La Mondiale   |
| 61-69   | MOV  | Movistar           |
| 71-79   | OLO  | Omega Pharma-Lotto |
| 81-89   | BMC  | BMC Racing         |
| 91-99   | KAT  | Team Katusha       |
| 101-109 | EUS  | Euskaltel-Euskadi  |
| 111-119 | RAB  | Rabobank           |

| N.      | Code | Équipe              |
| ------- | ---- | ------------------- |
| 121-129 | SKY  | Team Sky            |
| 131-139 | LEO  | Team Leopard-Trek   |
| 141-149 | LIQ  | Liquigas-Cannondale |
| 151-159 | QST  | Quick Step          |
| 161-169 | VCD  | Vacansoleil-DCM     |
| 171-179 | RSH  | Team RadioShack     |
| 181-189 | SBS  | Saxo Bank-SunGard   |
| 191-199 | BSC  | Bretagne-Schuller   |
| 201-209 | COF  | Cofidis             |
| 211-219 | EUC  | Europcar            |
| 221-229 | SAU  | Saur-Sojasun        |
| 231-239 | SKS  | Skil-Shimano        |

## Récit de la course
Au sommet de l'ultime ascension de Ty-Marec, le Slovène Grega Bole profite des accélérations de Simon Gerrans et de Philippe Gilbert pour s'isoler en tête de la course. Il résiste au retour de Thomas Voeckler sorti en contre dans la descente et du peloton pour s'imposer.

## Classement final
| #  | Coureur            | Pays      | Équipe            |    | Temps           | Points UCI |
| -- | ------------------ | --------- | ----------------- | -- | --------------- | ---------- |
| 1  | Grega Bole         | Slovénie  | Lampre-ISD        | en | 6 h 32 min 41 s | 80         |
| 2  | Simon Gerrans      | Australie | Team Sky          | +  | 0 s             | 60         |
| 3  | Thomas Voeckler    | France    | Europcar          |    | 0 s             | -          |
| 4  | Thor Hushovd       | Norvège   | Garmin-Cervélo    |    | 0 s             | 40         |
| 5  | Giacomo Nizzolo    | Italie    | Team Leopard-Trek |    | 0 s             | 30         |
| 6  | Arnaud Gérard      | France    | FDJ               |    | 0 s             | -          |
| 7  | José Joaquín Rojas | Espagne   | Movistar          |    | 0 s             | 14         |
| 8  | Fumiyuki Beppu     | Japon     | Team RadioShack   |    | 0 s             | 10         |
| 9  | Julien Simon       | France    | Saur-Sojasun      |    | 0 s             | -          |
| 10 | Yoann Offredo      | France    | FDJ               |    | 0 s             | -          |